# Nadzdolni
Nadzdolni – serial z kanonu Disney Channel Original Series, stworzony przez twórcę Nie ma to jak statek, Dana Signera. W serialu występuje znana z Jonas w Los Angeles China Anne McClain oraz Sierra McCormick i Jake Short jako uczniowie biorący udział w programie dla utalentowanych pn. Advanced Natural Talent (ANT). Produkcja rozpoczęła się na początku 2011 roku. Pierwsza zapowiedź serialu została wyemitowana podczas trwania amerykańskiej premiery filmu Lemoniada Gada. Odcinek pilotażowy, TransplANTed, został wyemitowany 6 maja 2011 jako specjalna zapowiedź, zaś polska premiera odbyła się 10 grudnia 2011 roku.
26 grudnia 2013 roku zostało potwierdzone, iż serial nie będzie dalej produkowany i zakończy się na trzech sezonach.

## Fabuła
Losy trójki wybitnie uzdolnionych uczniów, którzy trzy lata przed swoimi rówieśnikami rozpoczynają naukę w liceum i muszą zmierzyć się z zupełnie dla nich obcą rzeczywistością. China Parks (China Anne McClain), 11-letnia wyjątkowo uzdolniona dziewczyna, bierze udział w prestiżowym programie dla utalentowanych uczniów. Jej przyjaciółmi są: obdarzona pamięcią ejdetyczną Oliwka Doyle (Sierra McCormick) i artystyczny geniusz i dowcipniś Fletcher Quimby (Jake Short). Wśród bohaterów jest też cheerleaderka Lexi Reed (Stefanie Scott), która czuje się onieśmielona w obecności Chyny, oraz starszy brat Chyny, Cameron Parks (Carlon Jeffery), który robi wszystko, aby wydostać się z cienia swojej siostry. Troje wybitnie uzdolnionych uczniów próbuje znaleźć swoje miejsce w liceum i zaistnieć w szkolnej społeczności pomimo chłodnego przyjęcia, jakie zgotowali im niektórzy uczniowie.

## Bohaterowie

### Główni
- Chyna Parks (China Anne McClain) to utalentowana muzycznie 11-letnia dziewczyna, która jest objęta specjalnym programem wspierającym rozwój „A.N.T.” w swojej szkole. Nie boi się podejmować różnych wyzwań, nawet, jeżeli przerastają one jej możliwości.
- Olivia Doyle (Sierra McCormick) jest chodzącą encyklopedią. Ma pamięć fotograficzną. Jest nieśmiała, lecz czasami potrafi zaskoczyć. Jest dziewczyną Fletchera.
- Fletcher Quimby (Jake Short) to artystyczny geniusz. Jest zakochany w Chynie, ale w odc Porzucona zrozumiał, że tak naprawdę czuje coś do Olivii i pocałował ją. Byli razem, ale musieli się rozstać, bo Fletcher wyjechał. Ma agorafobię (strach przed otwartą przestrzenią).
- Lexi Reed (Stefanie Scott) jest jedną z uczennic, która zawsze dostaje główną rolę w szkolnych musicalach, jest panią prezydent samorządu uczniowskiego oraz główną cheerleaderką. Jest największą rywalką Chyny. Jest główną antagonistką serialu. Jest bardzo popularna.
- Cameron Parks (Carlon Jeffery) to starszy brat Chyny. Unika uczniów objętych programem „A.N.T.”, w tym także swoją siostrę. Występował jako główny bohater w sezonach 1, 2. W trzecim dołącza do obsady drugoplanowej.
- Angus Chestnut (Aedin Mincks) to komputerowy geniusz. Podoba mu się Olivia, lecz ona tego nie odwzajemnia. Występował jako drugoplanowy bohater w sezonach 1, 2. W trzecim dołącza do obsady głównej.

### Drugoplanowi
- Paisley Houndstooth (Allie DeBerry) to najlepsza przyjaciółka Lexi. Jest cheerleaderką. W ogóle nie jest inteligentna.
- Susan Skidmore (Mindy Sterling) to dyrektorka szkoły. Myśli, że wygląda pięknie i młodo. Założyła program „A.N.T.” tylko po to, by realizować własne zachcianki.
- Darryl Parks (Finesse Mitchell) to tata Chyny i Camerona. Pracuje w policji San Francisco. Lubi oglądać baseball.
- Roxanne Parks (Elise Neal) to mama Chyny i Camerona. Organizuje przyjęcia dla małych dzieci.
- Gibson (Zach Steel) to opiekun programu „A.N.T.”. Ciągle chodzi w swetrach w paski i trzyma dużo rzeczy w swoich włosach. Zachowuje się bardzo dziecinnie np. zaczął korzystać z nocnika w wieku 14 lat.
- Walnięty Wilk (Christian Campos) to maskotka szkolna w szkole do której uczęszczają Chyna i Cameron.
- Pan Zimbaldi (Mark Teich) to nauczyciel muzyki, który prowadzi przesłuchania do musicali.
- Vanessa LaFontaine (Vanessa Morgan) to nowa dziewczyna Camerona od odcinka „Modeling AssignmANT” do odcinka „The ANTagonist”.
- Wioletka (Claire Engler) to nowy insekt szkoły. Jej talentem jest sport.
- Hipcio (Matt Lowe) to facet, który wyszedł z branży muzycznej, a obecnie prowadzi restaurację.
- Hazel (Ella Anderson) to sierotka, która jest bardzo silna i odważna. Okazuje się być przestępcą. Pojawiła się w odcinkach „creative ConsultANT” oraz „AmusemANT Park”.
- Sequoia (Zendaya). Pojawiła się w odcinku „creative ConsultANT”.

Lektor: Artur Kaczmarski

## Odcinki
| Seria | Seria | Odcinki | Oryginalna emisja | Oryginalna emisja | Oryginalna emisja    | Oryginalna emisja |
| Seria | Seria | Odcinki | Premiera serii    | Finał serii       | Premiera serii       | Finał serii       |
| ----- | ----- | ------- | ----------------- | ----------------- | -------------------- | ----------------- |
|       | 1     | 26      | 6 maja 2011       | 13 kwietnia 2012  | 10 grudnia 2011      | 29 września 2012  |
|       | 2     | 21      | 1 czerwca 2012    | 26 kwietnia 2013  | 13 października 2012 | 21 lipca 2013     |
|       | 3     | 18      | 31 maja 2013      | 21 marca 2014     | 21 września 2013     | 18 maja 2014      |

### Seria 1: 2011–12
| 1 | transplANTed               | Impreza                  | Bob Koherr      | Dan Signer                      | 6 maja 2011          | 10 grudnia 2011                           | 101     |
| Chyna Parks przybywa do Instytutu Wyselekcjonowanych Talentów, ponieważ jest muzycznym geniuszem. Dziewczyna zaprzyjaźnia się z Fletcherem i Oliwką. Kiedy dowiadują się o imprezie organizowanej przez Lexi Reed, najpopularniejszą dziewczynę w szkole, postanawiają się na nią udać, by stać się kimś ważnym w liceum. Żeby zamaskować ich zniknięcie przed tatą Chyny, Fletcher tworzy kopie ich samych z wosku. |                            |                          |                 |                                 |                      |                                           |         |
| 2 | participANTs               | Zajęcia pozalekcyjne     | Bob Koherr      | Jeny Quine                      | 17 czerwca 2011      | 10 grudnia 2011                           | 102     |
| Uczniowie z instytutu muszą wybrać sobie zajęcia dodatkowe. Chyna i Oliwka zamierzają dostać się do cheerleaderek, których przewodniczącą jest Lexi. W końcu Chyna dostaje się, ale bez Oliwki. Na zajęciach Lexi wykańcza Chynę tak, aby ta nie mogła wziąć udziału w musicalu. Tymczasem Fletcher dołącza do klubu Camerona „Pomóżmy głodującym”, którego celem jest zbieranie pieniędzy na zakup skrzydełek na ostro. |                            |                          |                 |                                 |                      |                                           |         |
| 3 | phANTom locker             | Duch ze szkolnej szafki  | Bob Koherr      | Mark Jordan Legan               | 24 czerwca 2011      | 17 grudnia 2011                           | 103     |
| Cameron jest zirytowany zachowaniem nowej szafkowej sąsiadki Oliwki. Chłopak dowiaduje się, że Oliwka panicznie boi się zwykłych rzeczy. Opowiada sąsiadce legendę o duchu mieszkającym w szafce, którą właśnie dziewczyna użytkuje. Oliwka zabrała wszystkie rzeczy do szafki Chyny. Nowa sąsiadka również jest zirytowana dziewczyną i żeby pozbyć się Oliwki spędza z nią noc w nawiedzonej szafce. Wkrótce pojawia się duch... Tymczasem Fletcher musi namalować portret dyrektor Skidmore. |                            |                          |                 |                                 |                      |                                           |         |
| 4 | sciANTs fair               | Konkurs naukowy          | Phill Lewis     | Jeff Hodsden Tim Pollock        | 1 lipca 2011         | 24 grudnia 2011                           | 106     |
| Chyna chce obejrzeć „Modę na liceum”, a musi się jeszcze pouczyć do klasówki. Ojciec zgadza się tylko na jeden odcinek. Dziewczyna ogląda serial całą noc i w ogóle nie uczy się na sprawdzianu. Wkrótce dowiaduje się, że dostała szóstkę. Chce dowiedzieć się dlaczego się tak stało niszcząc projekt na konkurs naukowy. Tymczasem Cameron i Lexi znajdują komórkę dyrektorki i wykorzystują go do własnych celów. |                            |                          |                 |                                 |                      |                                           |         |
| 5 | studANT council            | Rada uczniów             | Bob Koherr      | Jeff Hodsden Tim Pollock        | 8 lipca 2011         | 31 grudnia 2011                           | 107     |
| Chyna postanawia kandydować na reprezentanta insektów w radzie uczniów, skuszona myślą, że będzie wpuszczana na wszystkie licealne imprezy. Gdy dowiaduje się, że reprezentant insektów będzie musiał np. być kulą dyskotekową do listy kandydatów wpisuje Oliwkę, która ją przekonała do wyborów. Tymczasem Fletcher zaczyna spędzać więcej czasu z ojcem Chyny, by dziewczyna zaczęła go zauważać. |                            |                          |                 |                                 |                      |                                           |         |
| 6 | bad romANTs                | Miłość Gibsona           | Bob Koherr      | Jeny Quine                      | 15 lipca 2011        | 14 stycznia 2012                          | 105     |
| Gibson staje się natrętny i spędza niemal każdą wolną chwilę z Chyną i Fletcherem. Dzieci odkrywają, że to przez to, że jest samotny. Postanawiają znaleźć mu partnerkę, co doprowadza ich do Zośki, miłości Gibsona, byłej dziewczyny wychowawcy, która siedzi w więzieniu. Tymczasem Lexi postanawia za wszelką cenę dostać się na pierwszą stronę szkolnej gazetki. |                            |                          |                 |                                 |                      |                                           |         |
| 7 | the informANT              | Szpieg                   | Bob Koherr      | Stephen Engel                   | 29 lipca 2011        | 21 stycznia 2012                          | 104     |
| Chyna bardzo chce dostać nową torbę, którą mają wszyscy licealiści w szkole, jednak tata daje jej starą torbę, która była dowodem rzeczowym w morderstwie. Oliwka wpada na pomysł, by Chyna wzięła udział w promocji, w której można wygrać pieniądze. Plan wypada i Chyna kupuje sobie torbę. Jej tata ją znajduje i myśli, że jest skradziona. Prosi swojego kolegę policjanta, by wcielił się w rolę szpiega. |                            |                          |                 |                                 |                      |                                           |         |
| 8 | replicANT                  | Intruz                   | Adam Weissman   | Dan Signer                      | 12 sierpnia 2011     | 28 stycznia 2012                          | 108     |
| Do instytutu przychodzi nowy chłopak - Nigel, który jest w Anglii, jest aktorem, może być na zajęciach jako robot. Chyna chce się z nim umówić, jednak nie wie jak. Chyna prosi więc o poradę Fletchera, mówi mu, że on jest artystą i nie wie co ma zrobić. Fletcher myśląc, że Chynie chodzi o niego mówi jej, by się z nim umówiła. Gdy dowiaduje się, że chodzi o Nigela próbuje sabotować jej randkę z intruzem.Tymczasem Cameron chce wygrać finał Donkey Kinga. Wiedząc, że nie wygra z Oliwką, która zapamiętała wszystkie poziomy, prosi Walniętego Wilka, żeby zatrzymał ją jak najdłużej, robiąc jej grę w realu. |                            |                          |                 |                                 |                      |                                           |         |
| 9 | clairvoyANT                | Jasnowidz                | Adam Weissman   | Stephen Engel                   | 19 sierpnia 2011     | 11 lutego 2012                            | 109     |
| Dyrektor Skidmore rozdaje Wacky Awards i każdy dostaje jedną z wyjątkiem Camerona, więc Chyna i Oliwka próbują pomóc mu znaleźć jego talent. Próbują mu wmówić, że jest jasnowidzem, ale kiedy przewiduje, że asteroida zniszczy ziemię i zapowiada, że uratuje świat, Chyna mówi mu, że to zostało wymyślone przez nią i Oliwkę. Za to Fletcher chcąc przywrócić do szkolnego menu nuggetsy w kształcie dinozaurów zbiera podpisy od całej szkoły. Prezentuje też ten pomysł na zebraniu rady samorządu. |                            |                          |                 |                                 |                      |                                           |         |
| 10 | managemANT                 | Menadżer                 | Mark Cendrowski | Mark Jordan Legan Jeny Quine    | 26 sierpnia 2011     | 18 lutego 2012                            | 110     |
| Cameron przez przypadek umieszcza w sieci filmik ze śpiewającą Chyną. Nagranie zobaczył sławny producent muzyczny „Hipcio”. Gdy zadzwonił do Chyny Cameron przedstawił się jako jej menadżer. Następnego dnia „Hipcio” zaproponował jej nagranie klipu muzycznego. Dał jej swoją żałosną piosenkę. Chyna nie chce zaśpiewać piosenki „Hipcia” więc Cameron przebrany w jej kostium śpiewa ją na planie. Producent przekonany że rodzeństwo chciało mu pokazać jak żałosna jest ta piosenka więc pozwala zaśpiewać jedną z piosenek Chyny. Tymczasem na zajęciach gospodarstwa domowego dyrektor Skidmore organizuje konkurs na szycie, gotowanie i sprzątanie. |                            |                          |                 |                                 |                      |                                           |         |
| 11 | philANThropy               | Dobry uczynek            | Phill Lewis     | Mark Jordan Legan Jeny Quine    | 16 września 2011     | 7 kwietnia 2012                           | 111     |
| Kłopoty z klimatyzacją w szkole doprowadziły do upałów, wilgoci, mgły, opadów atmosferycznych itp. Chyna nie znosząc już tego dłużej, postanawia poprosić dyrektor Skidmore o naprawę klimatyzacji. Żeby zebrać na to pieniądze dyrektorka zwalnia Gibsona. Załamane tą wieścią insekty postanawiają zrobić dobry uczynek, i urządzić internetowe przyjęcie charytatywne. Tymczasem Lexi żeby wygrać konkurs piękności musi pomóc jakiemuś staruszkowi na oczach dziennikarki. Cameron oferuje jej swoją pomoc. |                            |                          |                 |                                 |                      |                                           |         |
| 12 | fraudulANT                 | Sztuka ściemniania       | Phill Lewis     | Jeff Hodsden Tim Pollock        | 23 września 2011     | 14 kwietnia 2012                          | 112     |
| Na jednym z przyjęć mamy Chyny trójka głównych bohaterów zauważa Zanka - inspirację Fletchera. Następnego dnia Chyna zaprasza Zanka do szkoły, by poznać go z Fletcherem. Gdy Zanko dostaje za namową Chyny jeden z obrazów Insekta, okazuje się, że wystawił go jako swój obraz w miejskiej galerii sztuki.Dlatego Chyna, Fletcher, Oliwka i Angus planują napad na galerię w celu odzyskania obrazu. |                            |                          |                 |                                 |                      |                                           |         |
| 13 | the replacemANT            | Zamiana ról              | Phill Lewis     | Mark Jordan Legan               | 30 września 2011     | 12 maja 2012                              | 113     |
| Kiedy Chyna zapomina wziąć zgody na wycieczkę do parku nauczyciel historii przechodzi załamanie nerwowe i rezygnuje z pracy. Dyrektor Skidmore ma trudności ze znalezieniem odpowiedniego następcy, więc stawia na ulubienicę historyka Oliwkę. Oliwka nie do końca pewna czy chce być nauczycielką, za namową Chyny w końcu się zgadza. Pierwsza lekcja skończyła się obrzuceniem kulkami (kostium Elżbiety I), dlatego z Oliwki zrodziła się „Panna Doyle”. Kiedy Chyna i Lexi zostają zamknięte w kozie ustalają, że potrzebują swojej pomocy by pokonać ‘Pannę Doyle’. W międzyczasie Cameron musi napisać pracę na temat miejscowego bohatera, ojciec chce go przekonać, że sam jest bohaterem, więc zabiera go do pracy. |                            |                          |                 |                                 |                      |                                           |         |
| 14 | mutANT farm                | Potworna imprezka        | Adam Weissman   | Jeny Quine Dan Signer           | 7 października 2011  | 28 kwietnia 2012                          | 118     |
| Do instytutu dochodzi meduza Chyna i od razu zaprzyjaźnia się z Oliwką szalonym naukowcem, Angusem zombie, Svetlaną wiedźmą i Fletcherem wampirem. Przerażeni potwornymi współuczniami normalni uczniowie zobaczyli plakat o imprezie Halloweenowej dla potworów. Na stołówce Chyna proponuje współpracę z „normalnymi”. Gibson (jako mumia) popiera ten pomysł. Dobiera w pary ludzi, potwory i rozdaje każdej zadania. Po przygotowaniu imprezy okazuje się, że ludzie nie mogą być na zabawie więc Lexi, Cameron i Paisley przebrani za potwory wkradają się na przyjęcie. Chyna żałująca że jej normalni koledzy nie mogą być na imprezce postanowiła stworzyć napój zmieniający potwory w ludzi i dodać go do ponczu. |                            |                          |                 |                                 |                      |                                           |         |
| 15 | cANTonese style cuisine    | Ciastko z wróżbą         | Adam Weissman   | Dan Signer                      | 28 października 2011 | 2 czerwca 2012                            | 115     |
| Chyna śpiewa w szkole swoją nową piosenkę, podobnie jak w odcinku Menadżer zobaczyła to wielka gwiazda Lady Gu Gu. Piosenkarka daje dziewczynie swój numer telefonu. Na wycieczce do chińskiej restauracji Smiling Dragon kartka z numerem przez przypadek wpada do pojemnika z wróżbami do ciasteczek. Gdy Chyna to odkrywa wraca do restauracji i wraz z Oliwką, Fletcherem i Angusem próbują odzyskać numer. Tymczasem Lexi chce się dowiedzieć dlaczego jej przyjaciółka McKenna nie zaprosiła jej na swoje przyjęcie urodzinowe. |                            |                          |                 |                                 |                      |                                           |         |
| 16 | ignorANTs is bliss         | Lepiej nie wiedzieć      | Adam Weissman   | Jeff Hodsen Tim Pollock         | 4 listopada 2011     | 21 kwietnia 2012                          | 116     |
| Na spotkanie z kandydatami na insekty dyrektor Skidmore każe przygotować Chynie przemowę. Jej Insekt Pad na którym była przemowa został zniszczony przez Camerona. Oliwka która zapamiętała całą przemowę miała ją nagrać. Jednak Fletcher który niechcący pomieszał kable wywołał falę dźwiękową która sprawiła, że Oliwka straciła pamięć. W tym samym czasie Cameron musi wziąć udział w wystawie psów organizowanej przez Gibsona, żeby zebrać pieniądze na naprawę InsektPada siostry. |                            |                          |                 |                                 |                      |                                           |         |
| 17 | slumber party ANTics       | Imprezka                 | Jon Rosenbaum   | Mark Jordan Legan               | 18 listopada 2011    | 9 czerwca 2012                            | 114     |
| Kiedy Chyna i Oliwka nie zostają zaproszone na pidżamowe przyjęcie Lexi, decydują się na zrobienie własnej imprezy z nocowaniem. Zapraszają wszystkie dziewczyny z Instytutu. Tymczasem Cameron namawia Fletchera do pomocy przy komiksie, chciałby, żeby Insekt zrobił dla niego obrazki. |                            |                          |                 |                                 |                      |                                           |         |
| 18/19 | America Needs TalANT       | Amerykańska noc talentów | Victor Gonzalez | Jeny Quine Dan Signer           | 25 listopada 2011    | 28 lipca 2012 (cz.1) 29 lipca 2012 (cz.2) | 122/123 |
| Chyna i Lexi wygrywają casting do popularnego show, Amerykańska Noc Talentów. Finał ma się odbyć w Hollywood. Droga Chyny razem z tatą, bratem, Oliwką i Fletcherem jadą tam samochodem ze względu na lęk Darryla przed samolotami. Droga okazuje się być trudna do przebycia. Gdy już docierają do Los Angeles Oliwka i Paisley muszą zmierzyć się w teleturnieju o nazwie „Trylion w rozumie”, podczas gdy Cameron, Fletcher i Darryl czekają w kolejce, by zamówić jedzenie w popularnym przydrożnym barze „Specjały świnki”. |                            |                          |                 |                                 |                      |                                           |         |
| 20 | sANTa’s little helpers     | Nadzdolne święta         | Jon Rosenbaum   | Niya Palmer                     | 9 grudnia 2011       | 23 czerwca 2012                           | 119     |
| Dyrektor Skidmore rozkazuje insektom zrobić zabawki „dla sierot”. Wkrótce okazuje się, że Skidmore chce je sprzedać przez internet dla pieniędzy. Aby dać jej lekcję insekty robią zabawki które łatwo się zepsują. Jednak Skidmore miała taki sam sen jak w „Opowieści Wigilijnej”, dlatego chce je oddać do sierocińca. Insekty muszą znaleźć sposób, by odzyskać zabawki z sierocińca. Tymczasem Cameron pomaga tacie znaleźć odpowiedni prezent dla mamy. |                            |                          |                 |                                 |                      |                                           |         |
| 21 | you’re the one that i wANT | G jak Grecja             | Steve Hoefer    | Megan Amram                     | 20 stycznia 2012     | 30 czerwca 2012                           | 121     |
| Kiedy Chyna dostaje główną rolę w szkolnym musicalu, zazdrosna Lexi chce sabotować występ z pomocą Fletchera, który jest zazdrosny o to że Chyna zakochała się w licealiście Jaredzie. Tymczasem Cameron dowiaduje się, że Gibson mieszka w szkole i proponuje mu nocleg we własnym salonie do czasu kiedy nie znajdzie stałego miejsca zamieszkania. |                            |                          |                 |                                 |                      |                                           |         |
| 22 | performANTs                | Koncert                  | Victor Gonzalez | Dan Signer                      | 27 stycznia 2012     | 7 września 2012                           | 120     |
| Chyna, Oliwka, Fletcher i Angus chcą wyjść na koncert zespołu „Krwawa Rzeź”, aby bardziej się zaprzyjaźnić z licealistami. Jednakże znają mamę Chyny - Roxanne, która nigdy by ich tam nie puściła. Aby przekonać ją muszą udawać, że zamierzają zobaczyć zespół Wesołe Misie Marysie (Zmyślony zespół), co odnosi inny skutek, gdy Roxanne decyduje się obejrzeć ten koncert. W międzyczasie, Cameron próbuje dostać się za kulisy na koncercie. |                            |                          |                 |                                 |                      |                                           |         |
| 23 | some enchANTed evening     | Randka w ciemno          | Adam Weissman   | Stephen Engel                   | 24 lutego 2012       | 22 września 2012                          | 117     |
| Kiedy Fletcher pyta Chynę, żeby była jego dziewczyną, Oliwka doradza koleżance, że jedyną opcją, aby spławić Fletchera jest skłamanie o udawanym chłopaku. Upokorzony Fletcher sam udaje, że też ma dziewczynę. Następnie Oliwka ustawia dwie „pary” na podwójną randkę. Zdesperowani Chyna i Fletcher muszą znaleźć chłopaka/dziewczynę przed sobotnim wieczorem. W tym czasie Gibson zostaje trenerem drużyny cheerleaderek. |                            |                          |                 |                                 |                      |                                           |         |
| 24 | patANT pending             | Rekiny biznesu           | Bob Koherr      | Stephen Engel Mark Jordan Legan | 2 marca 2012         | 29 września 2012                          | 125     |
| Po tym jak Chyna przychodzi do szkoły z ciężkim plecakiem, Fletcher i Oliwka wpadają z pomysłem utworzenia plecaka masującego. Jednakże boją się mieszania biznesu z przyjaźnią, więc postanawiają nic nie mówić Chynie. W tym czasie Lexi jest zazdrosna o złamaną rękę Paisley, ponieważ wszyscy spędzają z nią czas. Dziewczyna postanawia udawać, że złamała obie ręce. |                            |                          |                 |                                 |                      |                                           |         |
| 25 | ballet dANTser             | Jezioro łabędzie         | Bob Koherr      | Jeff Hodsen Tim Pollock         | 30 marca 2012        | 1 września 2012                           | 126     |
| Do Instytutu dołącza sportowo utalentowana dziewczyna, która nie umie opanować agresji. Dołącza także do klubu baletowego Lexi. Dziewczyna nie boi się licealistów łącznie z Lexi, która prosi Chynę o trzymanie nowego Insekta daleko od niej. W tym czasie Cameron i Paisley biorą udział w kursie na prawo jazdy, powadzonego przez Darryla Parksa. |                            |                          |                 |                                 |                      |                                           |         |
| 26 | body of evidANTs           | Śledztwo                 | Bob Koherr      | Jeff Hodsen Tim Pollock         | 13 kwietnia 2012     | 16 września 2012                          | 124     |
| Oliwka przynosi do szkoły zwierzako-robota Flurbota - Hegla. Robot jest jej ulubieńcem, ciągle wygrywa z Gibsonem w „Kółko i krzyżyk”, Angus jest o niego zazdrosny, a Fletchera złości to, że Hegel go nazywa głupkiem. Jednak, po kolejnej lekcji, Hegel się psuje. Oliwka urządza zabawce pogrzeb, na którym odkrywa ślady śrubokrętu krzyżakowego na robocie. Tymczasem, ktoś przebrany za wielką rękawiczkę, wkłada do szafki Chyny instrukcję Flurbota i krzyżakowy śrubokręt. Następnego dnia, przeszukując szafki uczniów Webster High, odkrywa w szafce Angusa sprzęt do robienia kebabów, a w szafce Chyny - śrubokręt krzyżakowy i instrukcję jej ukochanej zabawki! Oliwka zrywa z Chyną przyjaźń, a gdy ta w knajpce szkolnej Angusa, proponuje jej śledztwo w sprawie zamordowania Flurbota. Oliwka się nie zgadza, więc Chyna rozpoczyna śledztwo na własną rękę. Wkrótce, pobiera włosy od swoje, Angusa, Fletchera i Oliwki, ale nagle, Fletcher, przebrany za Walniętego Wilka, wykrada próbki włosów. Następnego dnia, Chyna jest przerażona swoim odkryciem, ale gdy Darryl wspomina, że ludzie na łożu śmierci nie mogą wytrzymać spierzchniętych ust, Chyna odkrywa prawdę. Zbiera uczniów Webster High, i oświadcza im prawdę. Okazuje się, że to Fletcher, którym w rzeczywistości jest Angus, zazdrosny o Flurbota, który podciął zabawce przewody. Okazuje się, że to nie Angus, lecz Fletcher, który miał dosyć, że Hegel go nazywał „Fletcher-głupek”. Okazuje się, że Fletcher tego nie zrobił, lecz Gibson, który miał dość, że Flurbot go pokonuje 24 tury „Kółko i krzyżyk”. Gibson tak się wścieka, że Hegel go wyśmiewał, że przewraca stołek, i Hegel upada. Okazuje się, że Hegel już dawno nie żył, bo był przejedzony. Okazuje się, że winna jest Chyna, która nie jest Chyną, ale gdy nie może ściągnąć maski, ucieka. Tymczasem Lexi chce pomóc Dyrektor Skidmore wyglądać młodziej, by mogła zaimponować córce jej chłopaka, Dakocie, upokarzając ją na każdym kroku. Okazuje się, że Dakota jest starą kobietą, a chłopak Dyrektor Skidmore nie żyje. Tymczasem, Chyna przeprasza Oliwkę, a ona przyjmuje jej przeprosiny. Pod koniec odcinka, okazuje się, że Flurbot symulował swoją śmierć, by się uwolnić od Oliwki, i wychodzi ze swojego grobu. |                            |                          |                 |                                 |                      |                                           |         |

### Seria 2: 2012–13
| 27 | creative consultANT  | Dublerka                | Rich Correll          | Dan Signer Jeny Quine           | 1 czerwca 2012       | 3 listopada 2012     | 207     |
| W szkole pojawia się Sequoia Jones, która przyjechała, ponieważ chciała nakręcić film o osobie z muzycznym talentem. Powitano ją na czerwonym dywanie. Wkrótce okazuje się, że Sequoia próbuje ukraść tożsamość Chyny. Żeby osiągnąć swój cel dziewczyna chce zabić Chynę. Tymczasem Cameron, Lexi i Fletcher chcą się wkraść na film dla małych dzieci tak żeby się nie ośmieszyć. |                      |                         |                       |                                 |                      |                      |         |
| 28 | infANT               | Insektciątko            | Adam Weissman         | Dan Signer Jeny Quine           | 1 czerwca 2012       | 18 listopada 2012    | 201     |
| Dyrektor Skidmore zapisuje do instytutu niemowlaka i każe insektom odkryć jego talent. W międzyczasie Angus wmawia Fletcherowi że chodzi z Lexi, a Cameron chce się dowiedzieć jak jest naprawdę. |                      |                         |                       |                                 |                      |                      |         |
| 29 | fANTasy girl         | Dziewczyna z marzeń     | Adam Weissman         | Tim Pollock Jeff Hodsen         | 8 czerwca 2012       | 13 października 2012 | 202     |
| Chyna i Oliwka próbują zebrać pieniądze na dyskotekę szkolną. Aby zebrać je wystawiają na aukcję dzieła Fletchera. Pewien zaobserwowano producent perfum kupuje obrazy i Insekty zebrały pieniądze na dyskotekę. W tym czasie Fletcher próbuje unikać Wioletki, aby nie zaprosiła go na szkolną dyskotekę. Cameron pyta nową dziewczynę – Jean, która jak się okazuje jest przez niego wyobrażona. |                      |                         |                       |                                 |                      |                      |         |
| 30 | modeling assignmANT  | Lekcja modelingu        | Sean McNamara         | Mark Jordan Legan Stephen Engel | 22 czerwca 2012      | 20 października 2012 | 205     |
| Chyna pomaga Cameronowi wyśledzić jego wyimaginowaną dziewczynę, a ona i Angus robią wszystko, aby zakochała się w Cameronie. Tymczasem Lexi dostaje pracę w nowej restauracji Hipcia. |                      |                         |                       |                                 |                      |                      |         |
| 31 | ANTswers             | W pogoni za wiedzą      | Sean McNamara         | Dan Signer Jeny Quine           | 29 czerwca 2012      | 27 października 2012 | 206     |
| Kiedy Dyrektor Skidmore wyłącza szkole dostęp do Internetu, insekty rozpoczynają „Insekternet” i wykorzystują swoje zaawansowane talenty, aby dać studentom parę informacji. Również Lexi jest zazdrosna o dziewczynę Camerona. |                      |                         |                       |                                 |                      |                      |         |
| 32 | the ANTagonist       | Różnica zdań            | Victor Gonzalez       | Jeff Hodsden Tim Pollock        | 6 lipca 2012         | 11 listopada 2012    | 208     |
| Fletcher postanawia rozpocząć swoje własne animowane web show w którym Chyna, Oliwka i on to mrówki. Tymczasem Cameron i Vanessa dołączają do Klubu Piękności prowadzonego przez Lexi która chce pozbyć się Vanessy. |                      |                         |                       |                                 |                      |                      |         |
| 33 | endurANTs            | Na australijskiej ziemi | Victor Gonzalez       | Dan Signer Jeny Quine           | 13 lipca 2012        | 5 stycznia 2013      | 209     |
| Insekty i Gibson lecą do Australii, gdzie odbędzie się tegoroczny zlot Insektów. Niestety Fletcher przypadkowo gubi się w buszu. Gdy Chyna, Oliwka i Angus to zauważają starają się go odnaleźć z pomocą Nevilla, australijskiego Insekta. Tymczasem, Lexi i Paisley przebierają się za Insekty, aby mogły brać udział w Konwencie. |                      |                         |                       |                                 |                      |                      |         |
| 34 | amusemANT park       | Festyn                  | Victor Gonzalez       | Mark Jordan Legan Stephen Engel | 20 lipca 2012        | 25 listopada 2012    | 211     |
| Chyna i Cameron lecą do pięknego kraju, ale wydają całe swoje pieniądze na gry na miejscowym festynie, co gorsza gubią cenną lalkę Oliwki. Tymczasem Oliwka i Lexi zapisują swoje lalki na konkurs piękności dla lalek a Fletcher chce mieć wreszcie fajne zdjęcie z jazdy na kolejce górskiej. |                      |                         |                       |                                 |                      |                      |         |
| 35 | contestANT           | Rywalki                 | Victor Gonzalez       | Dan Signer Jeny Quine           | 10 sierpnia 2012     | 27 stycznia 2013     | 212     |
| Chyna i Lexi startują w konkursie na najlepsze przyjaciółki, aby wygrać 1000$ i są zdeterminowane ponieważ muszą spędzać ze sobą mnóstwo czasu i być dla siebie miłe, bo to ich jedyna szansa na zwycięstwo. Tymczasem Fletcher i Cameron szukają kolesia przebranego za smoka, który prawdopodobnie ukradł portfel Fletcherowi. |                      |                         |                       |                                 |                      |                      |         |
| 36 | confinemANT          | W zamknięciu            | Victor Gonzalez       | Tim Pollock Jeff Hodsden        | 24 sierpnia 2012     | 9 stycznia 2013      | 213     |
| Chyna, Fletcher i Oliwka przekonują się o tym, że dyrektor Skidmore zamierza obniżyć finansowanie programów artystycznych i muzycznych. Tymczasem Lexi wraz z Cameronem podejmują się prowadzić Ogłoszenia poranne. |                      |                         |                       |                                 |                      |                      |         |
| 37 | intelligANT          | Test na inteligencję    | Rich Correll          | Stephen Engel Mark Jordan Legan | 7 września 2012      | 18 lutego 2013       | 214     |
| Chyna zostaje reprezentantką w międzyszkolnym teście IQ. Oliwka zazdrosna że nie ją wybrano namawia Paisley na sabotowanie Chyny. W międzyczasie Lexi i Wioletka robią zawody na sprzątanie korytarza na czas. |                      |                         |                       |                                 |                      |                      |         |
| 38 | significANT other    | Kocha, lubi...          | Rich Correll          | Stephen Engel Mark Jordan Legan | 21 września 2012     | 10 marca 2013        | 215     |
| Chyna nareszcie zgadza się pójść na randkę z Fletcherem, ale uważa, że relacja z nim powędrowała za daleko i prosi Lexi o radę jak z nim zerwać. W tym czasie Oliwka i Paisley współpracują przy eksperymencie psychologicznym i za główny obiekt obserwacji biorą Camerona. |                      |                         |                       |                                 |                      |                      |         |
| 39 | mutANT farm 2        | Instytut mutantów       | Rich Correll          | Stephen Engel Mark Jordan Legan | 5 października 2012  | 22 marca 2013        | 210     |
| Akcja serialu powraca do Instytutu Mutantów, w którym potwory uczą się z normalnymi licealistami. Chyna zakochuje się w Holendzie, który jest normalnym człowiekiem. Aby go nie wystraszyć, udaje normalnego człowieka. Plan nie wypala, kiedy Lexi, również zakochana w Holendzie, demaskuje Chynę. Sprawa się jeszcze bardziej komplikuje, gdy Oliwka zmienia Chynę w człowieka, a Holenda w potwora. Udaje się odwrócić przemianę, dzięki czemu Chyna i Holend mogą być razem, co kończy się, gdy Chyna zmienia chłopaka w kamień. Tymczasem Oliwka robi klon samej siebie, aby nie musieć odrabiać pracy domowej. Jednak jej pomocnica przypominająca Igora Wioletka dopuszcza, by klon robił coraz więcej klonów, przez co życie Oliwki robi się bardziej skomplikowane, niż zwykle. |                      |                         |                       |                                 |                      |                      |         |
| 40 | detective agANTcy    | Prywatny detektyw       | Leonard R. Garner Jr. | Stephen Engel Mark Jordan Legan | 26 października 2012 | 17 marca 2013        | 204     |
| Chyna przekonuje ojca, by porzucił pracę jako policjant i zaczął spełniać swoje marzenia. Darryl podejmuje się pracy prywatnego detektywa. Jednak gdy do Darryla nikt się nie zgłasza, Chyna robi podstęp Dyrektor Skidmore. Ukrywa swoje instrumenty w szafie woźnego, ale gdy znów ją otwiera instrumentów nie ma. Darryl rozwiązuje sprawę - Dyrektor Skidmore stopiła jej instrumenty na własny pomnik. Tymczasem Lexi i Paisley konkurują, by zdobyć więcej znajomych, na portalu społecznościowym Paczka Webster. Mają tyle samo znajomych, jednak nie mają Camerona i walczą, którą doda. Paisley by wygrała, ale Lexi pocałowała Camerona w policzek i on przyjął jej zaproszenie.                                                                                                |                      |                         |                       |                                 |                      |                      |         |
| 41 | scavANTger hunt      | Polowanie na fanty      | Rich Correll          | Stephen Engel Mark Jordan Legan | 2 listopada 2012     | 9 czerwca 2013       | 203     |
| Z powodu choroby połowy nauczycieli Dyrektor Skidmore wysyła dzieci na edukacyjne „Scavanger Hunt” dookoła San Francisco. Chyna i Lexi prowadzą do Skywalker Ranch, żeby dostać autograf George’a Lucasa. Następstwem tego jest chaos i grupy ekscytują się spotkaniem R2D2 i C3PO. |                      |                         |                       |                                 |                      |                      |         |
| 42-43 | chANTs of a lifetime | Życiowa szansa          | Rich Correll          | Dan Signer Jeny Quine           | 23 listopada 2012    | 4 maja 2013          | 219-220 |
| Ulubiony zespół Chyny, Trifecta stracił wokalistkę Darline. Syerra i Laurin, które również należą do zespołu przez przypadek słyszą jak Chyna śpiewa i tańczy. Dziewczyny postanawiają ją przyjąć do zespołu. Zazdrosna Darline próbuje zniszczyć grupę. Tymczasem stęsknieni za Chyną, Oliwka i Fletcher próbują wytrzymać z licealistami, którzy zajęli miejsce w Legowisku Insektów i spotkać się z ich przyjaciółką, która wyjechała w roczną trasę, a Lexi korzystając z braku Chyny postanawia wystawić swój własny musical razem z Cameronem, Paisley i Angusem. |                      |                         |                       |                                 |                      |                      |         |
| 44 | early retiremANT     | Wcześniejsza emerytura  | Rich Correll          | Jeff Hodsden Tim Pollock        | 11 stycznia 2013     | 8 czerwca 2013       | 216     |
| Gdy Dyrektor Skidmore przechodzi na emeryturę, dyrektorem szkoły staje się babcia Chyny, Gladys. Ale babcia zawstydza dziewczynę w szkole, więc ta postanawia przywrócić dyrektor Skidmore. Tymczasem Oliwka i Skidmore cieszą się urokami emerytury. |                      |                         |                       |                                 |                      |                      |         |
| 45 | influANTces          | Powrót do korzeni       | Adam Weissman         | Vincent Brown                   | 1 lutego 2013        | 6 lipca 2013         | 217     |
| Kiedy Chyna i reszta Insektów muszą podejść do specjalnego projektu „Black History Month”. Dziewczyna odnajduje siłę, by napisać piosenkę w ramie jej projektu. Dlatego właśnie postanawia zamknąć się w studiu nagraniowym, aż napisze odpowiedni utwór. Po przypadkowym uśnięciu dziewczyna przenosi się w podróż marzeń, gdzie pojawiają się sławni afroamerykańscy muzycy z przeszłości: Aretha Franklin, Janet Jackson i Ella Fitzgerald. Zainspirowana pisze nową wersję piosenki Nadzdolnych „Exceptional”. |                      |                         |                       |                                 |                      |                      |         |
| 46 | idANTity Crisis      | Kryzys osobowości       | Stephen Engel         | Tim Pollock Jeff Hodsden        | 5 kwietnia 2013      | 21 lipca 2013        | 221     |
| Chyna odkrywa, że Dyrektor Skidmore odbierała osobowości Insektom za pomocą maszyny z mrożonym jogurtem i wkładała je do kubełków po deserze. Kobieta miała zamiar je wszystkie wczepić do swojego mózgu, żeby być super utalentowaną. Chyna, aby uratować osobowości, zjada jogurt i wszystkie dostają się do jej głowy. W międzyczasie Lexi śni, że zakochała się w Cameronie i prawie go pocałowała. |                      |                         |                       |                                 |                      |                      |         |
| 47 | restaurANTeur        | Restaurator             | Victor Gonzalez       | Kat Lombard Amanda Steinhoff    | 26 kwietnia 2013     | 14 lipca 2013        | 218     |
| Utalentowany młody kucharz Graham, w którym zakochała się Oliwka, rozpoczyna pracę w MDC. Insekty nie akceptują nagłe dołączenie chłopaka do Instytutu po tym, jak odkrywają, że jest zarozumiały. Aby się go pozbyć przygotowują najobrzydliwszą kolację. W międzyczasie Lexi odkrywa, że wielka gwiazda wokalna rozpoczęła karierę, będąc śpiewającą kelnerką. Pyta Hipcia, czy obsługa w MDC nie mogliby śpiewać. |                      |                         |                       |                                 |                      |                      |         |

### Seria 3: 2013–14
| 48-49 | trANTsferred              | Nowa szkoła dla geniuszy               | Rich Correll     | Dan Signer                      | 31 maja 2013         | 21 września 2013     | 301-302 |
| Kiedy bogaty uczeń, Zoltan Grundy dochodzi do szkoły, ogłasza, że otwiera nową szkołę z internatem dla zaawansowanych talentów. Przesłuchania niedługo mają się odbyć dla wszystkich zainteresowanych. Oczywiście każdy Insekt próbuje się dostać i udaje im się, poza Chyną. Czy uda jej się dołączyć do innych Insektów?                     |                           |                                        |                  |                                 |                      |                      |         |
| 50 | independANTs              | Precz z zakazami                       | Rich Correll     | Stephen Engel                   | 7 czerwca 2013       | 28 września 2013     | 303     |
| Chyna i reszta Insektów delektują się życiem bez rodzicielskiego nadzoru. Jednakże napięcie rośnie, kiedy Oliwka nie wytrzymuje ciągłej beztroski i stara się wszystkich opanować tworząc długą listę zasad. W międzyczasie Lexi pomaga Zoltanowi zakończyć transakcję z partnerem biznesowym ucząc go swoich podstępnych nastoletnich taktyk. |                           |                                        |                  |                                 |                      |                      |         |
| 51 | animal husbANTry          | Nadopieka nad zwierzętami              | Rich Correll     | Vincent Brown                   | 28 czerwca 2013      | 5 października 2013  | 306     |
| 52 | secret agANT              | Tajny agent                            | Adam Weissman    | Jeff Hodsden Tim Pollock        | 12 lipca 2013        | 12 października 2013 | 304     |
| 53 | past, presANT, and future | Przeszłość, teraźniejszość, przyszłość | Rich Correll     | Jeny Quine                      | 26 lipca 2013        | 7 grudnia 2013       | 307     |
| 54 | angus’ first movemANT     | Angus daje czadu                       | Adam Weissman    | Mark Jordan Legan               | 2 sierpnia 2013      | 19 października 2013 | 305     |
| 55 | unforseen circumstANTs    | Nieprzewidziana okoliczność            | Rich Correll     | Stephen Engel                   | 9 sierpnia 2013      | 2 listopada 2013     | 308     |
| 56 | pANTs on fire             | Pozory mylą                            | Rich Correll     | Vincent Brown                   | 23 sierpnia 2013     | 9 listopada 2013     | 312     |
| 57 | product misplacemANT      | Źle ulokowany produkt                  | Adam Weissman    | Jeny Quine                      | 20 września 2013     | 9 marca 2014         | 309     |
| 58 | uncanny resemblANTs       | Jak dwie krople wody                   | Jon Rosenbaum    | Cindy Fang                      | 27 września 2013     | 16 marca 2014        | 315     |
| 59 | mutANT farm 3.0           | Farma mutantów: Nieznany               | Rich Correll     | Tim Pollock Jeff Hodsden        | 4 października 2013  | 26 października 2013 | 311     |
| 60 | feature presANTation      | Uwaga, Akcja!                          | Adam Weissman    | Amanda Steinhoff Kat Lombard    | 18 października 2013 | 23 marca 2014        | 313     |
| 61 | finANTital crisis         | Kryzys finansowy                       | Eric Dean Seaton | Jeff Hodsden Tim Pollock        | 15 listopada 2013    | 30 marca 2014        | 314     |
| 62 | silANT night              | Niezbyt Cicha Noc                      | Adam Weissman    | Mark Jordan Legan               | 6 grudnia 2013       | 14 grudnia 2013      | 310     |
| 63 | unwANTed                  | Porzucona                              | Jon Rosenbaum    | Stephen Engel Mark Jordan Legan | 24 stycznia 2014     | 4 maja 2014          | 316     |
| 64 | meANT to be?              | Przeznaczenie                          | Phill Lewis      | Jeny Quine Vincent Brown        | 28 lutego 2014       | 11 maja 2014         | 317     |
| 65 | the new york experiANTs   | Przygoda w Nowym Yorku                 | Stephen Engel    | Dan Signer                      | 21 marca 2014        | 18 maja 2014         | 318     |